# Run for Your Life (The Beatles)
Run for Your Life è un brano dei Beatles pubblicato nell'album Rubber Soul, sia nella versione britannica che nella versione statunitense, del 1965.

## Descrizione
Il brano, opera principalmente di Lennon, trae ispirazione dal brano di Elvis Presley Baby Let's Play House del 1955; quest'ultimo era stato scritto nel 1954 da Arthur Gunter, e a sua volta era stato ispirato dalla hit country I Want to Play House with You, scritta da Cy Coben ed interpretata da Eddy Arnold. Mentre il brano di Presley era più incentrato sul desiderio e sull'amore verso la donna, la composizione di Lennon divenne un brano carico di gelosia e possessività. John Lennon ha affermato, confondendosi, che l'ispirazione fosse di Baby Let's Play House di Buddy Holly. Lennon ha dichiarato di odiare "da sempre" il brano, ma anche che era uno dei preferiti di Harrison. Paul McCartney la considera una canzone un po' da macho, ed anche che non avrebbe potuto scrivere lui il brano, perché si sentiva più libero di John, sposato, nelle relazioni. In seguito, dopo aver conosciuto e sposato Yōko Ono, divenne un femminista convinto. È nella tonalità del Re maggiore.
La registrazione avvenne il 12 ottobre 1965, la prima giornata di registrazione per Rubber Soul. Dopo quattro nastri incompleti, vi fu un quinto completo con voce, batteria, basso e chitarra ritmica; su di esso vennero sovraincise le altre chitarre, i cori ed il tamburello. Il produttore della registrazione era George Martin, mentre i fonici Norman Smith, Ken Scott e Phil McDonald; come per quasi tutte le canzoni dei Beatles, la registrazione avvenne nello Studio 2 degli Abbey Road Studios. Il mixaggio monofonico avvenne, sul nastro 5, il 9 novembre; l'indomani, sullo stesso nastro, venne realizzato un mix stereo. In entrambi i casi il mixaggio avvenne nella stanza 65, e aveva come produttore Martin, e come fonici Smith e Jerry Boys.

## Formazione
- John Lennon: voce, chitarra ritmica, chitarra ritmica acustica
- Paul McCartney: cori, basso elettrico
- George Harrison: cori, chitarra solista
- Ringo Starr: batteria[6]